# Milica Stojadinović-Srpkinja
Milica Stojadinović-Srpkinja (serb. Милица Стојадиновић Српкиња; ur. 6 lipca 1828 w Bukovacu, zm. 25 lipca 1878 w Belgradzie) – serbska poetka i dziennikarka.

## Życiorys
Urodziła się we wsi Bukovac w Sremie, jako czwarte z pięciorga dzieci Wasilija i Jelisavety. Kiedy miała rok, cała jej rodzina przeniosła się do wsi Vrdnik. Ukończyła gimnazjum dla dziewcząt w Varadinie (dzis. Petrovaradin). Zaczęła pisać utwory poetyckie jako trzynastoletnie dzieci, była samoukiem. W 1847 w czasopiśmie Srpski narodni list ukazał się jej pierwszy wiersz. W 1850 wydała pierwszą książkę, na własny koszt. Tłumaczyła na język serbski utwory Goethego i Balzaca.
Twórczość poetki obejmuje głównie utwory o tematyce patriotycznej, odwołujące się do przeszłości Serbii i folkloru Sremu. W latach 1850–1869 wydała trzy kolejne tomy Pesme (Pieśni), z pomocą Michała Obrenovicia. W latach 1861–1866 ukazały się trzy tomy pamiętnika lirycznego Milicy U Fruśkoj Gori, przedstawiające pieśni zwyczaje ludowe i fragmenty przekładów z literatur obcych. Pamiętnik nosił cechy dziewczęcego pamiętnika, co w tym czasie było zjawiskiem unikalnym w literaturze serbskiej. Broniła w nim prawa kobiet do aktywnego udziału w życiu literackim, które nie powinno być wyłącznie domeną mężczyzn.
W 1862 przyjechała do Belgradu, w czasie tureckiego bombardowania miasta. W tym samym roku w czasopiśmie Mađarski dnevnik ukazał się jej reportaż z bombardowanego Belgradu Srce i barikade, co czyni z niej pierwszą w historii Serbii kobietę - reportera wojennego. Do końca życia pozostała w Belgradzie. Po tym, jak jej brat sprzedał ostatnią winnicę w Vrdniku, należącą do rodziny Stojadinović, a także część domu rodzinnego nie mogła powrócić do rodzinnej miejscowości. W Belgradzie mieszkała w dzielnicy Savamala, w nędzy. Zmarła w 1878 i została pochowana na koszt miasta na Tašmajdanie. W 1905 jej szczątki przeniesiono na Nowy Cmentarz (Novo Groblje) w Belgradzie, a następnie do rodzinnego grobu w Pożarevacu.

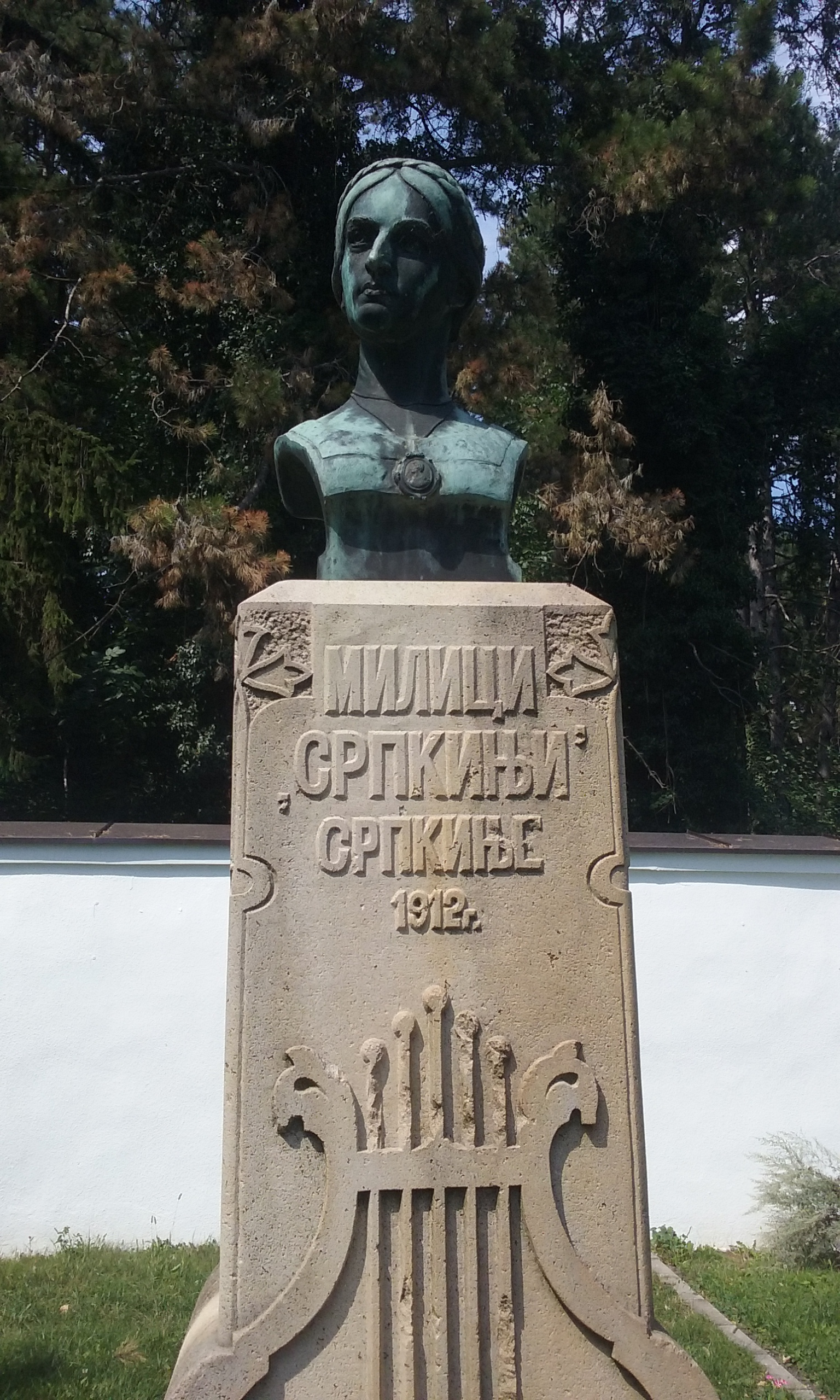
Popiersie poetki w Vrdniku

## Pamięć
W 1851 Anastas Jovanović w czasie pobytu w Wiedniu wykonał portret Milicy Stojadinović. W 1912 w Vrdniku stanął pomnik poetki, dłuta Jovana Pešicia. Jej dom rodzinny w Bukovacu został przekształcony w muzeum. W Vrdniku znajduje się szkoła nosząca jej imię, gdzie od 1975 były organizowane spotkania poetyckie. Imię Milicy Stojadinović-Srpkinji nosi jedna z ulic w Belgradzie.